# Gravöl
Gravöl är en äldre benämning för den sammankomst där släkt, vänner och andra träffas för att minnas en avliden person efter dennes begravning.

## I Sverige under 1700- och 1800-talen
Gravölet hölls ofta i sorgehuset och var ett större kalas, ibland liknande ett bröllop, där även gästerna hade tagit med förning. Efter återkomsten från kyrkan blev deltagarna bjudna på glögg eller brännvin med bröd. Den egentliga måltiden hölls på kvällen och inleddes med kort andakt. Vid bordet fanns en plats reserverad för den döde och prästen eller klockaren höll tal. Ett storslaget gravöl ansågs hedra den avlidne och man fick gärna roa sig. Ibland slutade gravölet med dans.

## Nyare betydelser
Idag används ordet vanligast i en överförd betydelse och avser då någon form av minnesfest över en nedlagd verksamhet, som en nedlagd butik eller avslutat projekt. Gravöl kan något skämtsamt också användas när man exempelvis firar en kollega som slutar på sitt jobb, eller när ett idrottslag åker ur ett slutspel.